# Péristyle de Chartres
La péristyle de Chartres est une voie située dans le 1er arrondissement de Paris, en France.

## Origine du nom

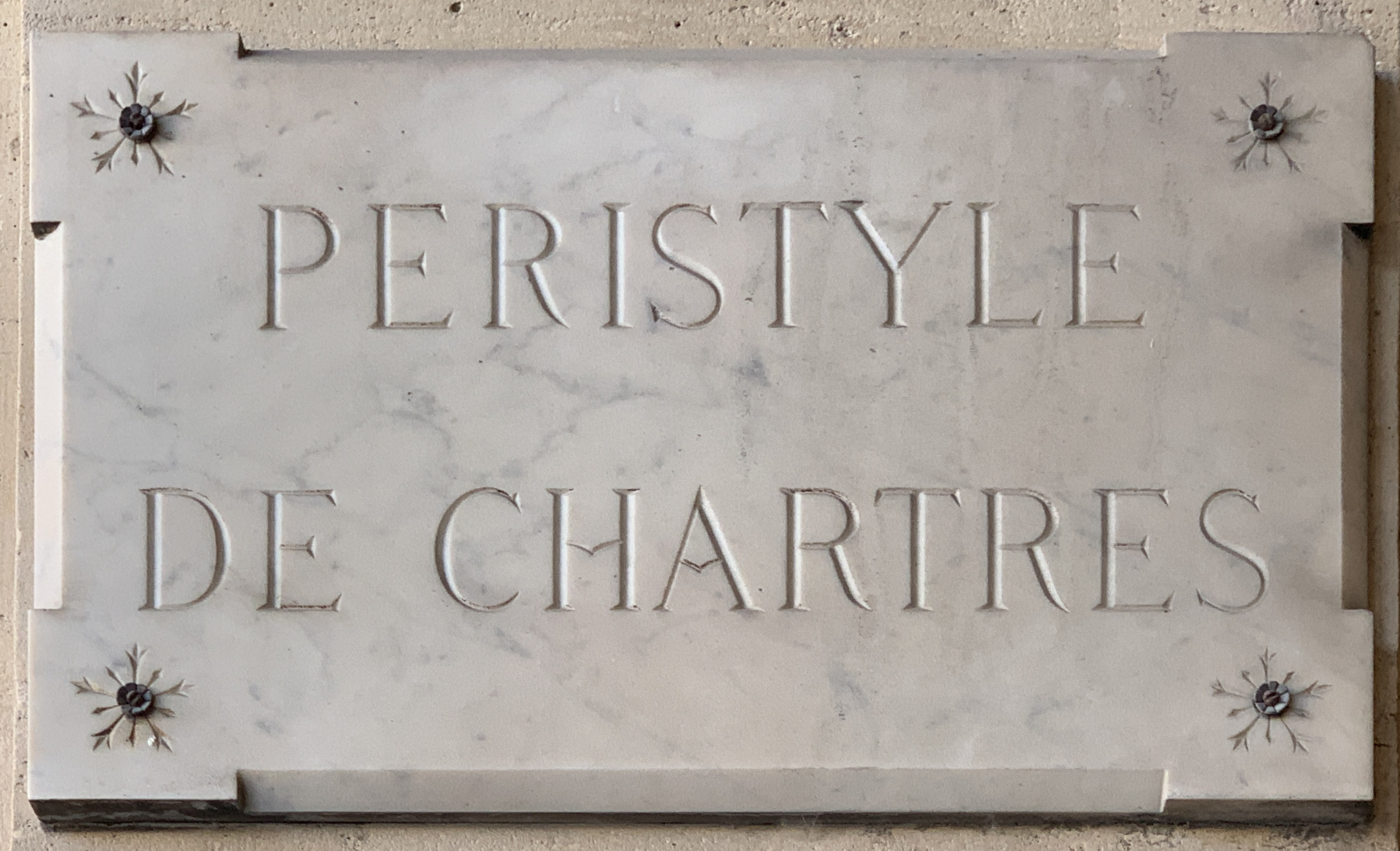
Plaque de la voie.